# Buchholz (Altlandsberg)
Buchholz ist ein Ortsteil der Stadt Altlandsberg im Landkreis Märkisch-Oderland in Brandenburg.

## Geographie
Der Ort liegt fünf Kilometer nordöstlich von Altlandsberg. Die Nachbarorte sind Wesendahl und Wesendahler Mühle im Nordosten, Spitzmühle und Eggersdorf im Südwesten, Radebrück, Waldkante und Vorwerk im Südwesten sowie Wegendorf im Nordwesten.

## Sehenswürdigkeiten
Die Dorfkirche entstand in der Zeit um 1300 und wurde vermutlich im Dreißigjährigen Krieg erheblich zerstört. Im Innern steht unter anderem ein barockes Altarretabel, das der Berliner Bildhauer Martin Caspar Schlau im Jahr 1710 schuf.